# Days of Our Lives (Album)
Days of Our Lives (englisch für „Tage unseres Lebens“) ist das zweite Musikalbum der deutschen R&B-Band Bro’Sis. Die Platte erreichte Platz zehn der deutschen Media-Control-Albumcharts.

## Hintergrund
Am 7. April 2003 erschien als Vorbote zum Album die Doppel-A-Single Oh No/Never Stop. Das Video von Never Stop wurde als offizielles Lied zur DFB-Talentförderung in der Bayer-Arena in Leverkusen gedreht. Mit dabei waren die Nationalspieler Gerald Asamoah, Paul Freier, Marko Rehmer, Tobias Rau und Arne Friedrich, die im Video zusammen mit einem Nachwuchstalent jubeln, welcher grade einen Elfmeter verwandelt. Direkt am nächsten Tag folgte der Videodreh zu Oh No, welcher aufgrund seiner Latin-Einflüsse auf Mallorca in Spanien gedreht wurde. Die Choreografie zu Oh No stammt von Hamza, welcher zuvor auch bei Popstars als Kandidat um einen Platz in der Band Bro’Sis gekämpft hatte. Die Einzelaufnahmen des Videos drehten Hila Bronstein und Indira an einem Pool, Ross Antony in einem Bürogebäude und Faiz Mangat, Shaham Joyce und Giovanni Zarrella im Salzwerk Ses Salines. Die Single konnte sich trotz Airplay-Erfolgen weder in Österreich noch in der Schweiz auffallend in den Charts platzieren, bescherte der Band in Deutschland jedoch ihren fünften Top-10-Hit.
Am 9. Mai 2003, fünf Tage vor dem Erscheinen des zweiten Albums, wurde das Ausscheiden von Indira bekannt. Offiziell verließ sie die Band aufgrund von musikalischen Differenzen. Die Band wollte lieber R&B-Pop machen, Indira lieber Mainstream-Pop. Später wurden auch Unzuverlässigkeit und Egoismus als Gründe für das Ausscheiden genannt. Es kam zu einer Abstimmung bei der drei Mitglieder wollten, dass Indira die Band verlässt, zwei waren dagegen.
Days of Our Lives wurde am 13. Mai 2003 bei Cheyenne Records veröffentlicht. Hauptsächlich wurde es von Toni Cottura produziert, weiterhin waren als Produzenten unter anderem Alex Christensen, Marc Mozart und Syndicate Music tätig. Musikalisch bleibt es dem Stil des Debüt-Albums Never Forget (Where You Come From) treu, konnte jedoch nicht an dessen Erfolge anknüpfen. In Deutschland stieg das Album zwar auf Platz 10 der Charts ein, doch es fiel bereits nach sechs Wochen wieder aus den Charts. In Österreich und der Schweiz verfehlte das Album die Top 30.
Das Album enthält viele Balladen und Popsongs. Zudem sind Rockelemente vorhanden. Im Vergleich zum Debütalbum gibt es weniger R&B und HipHop. Auch selbst geschriebene Lieder fehlen auf dem Album. Es enthält unter anderem das Lied Get Me Some welches auch von der australischen Boygroup Mercury 4 aufgenommen wurde, die dort mit dem Lied auf Platz 5 der Charts landen konnten. Zum Lied Attentione steuerte Zarrella erstmals italienische Strophen mit bei.
Im Juni 2003 erschien als erste Produktion ohne Indira die zweite und zugleich letzte Singleauskopplung V.I.P. Hierfür wurde das Lied in einer neuen Version zu fünft eingesungen. Das Video wurde in einem alten Herrenhaus in Prag gedreht. Regisseurin war wie bei Oh No Katja Kuhl. Für die Choreografie war Tovaris, der US-Choreograf von Janet Jackson, verantwortlich. Die Single stieg auf Platz 19 in den deutschen Charts ein.

## Titellisten

### Standard-Edition
| #   | Titel                          | Dauer |
| --- | ------------------------------ | ----- |
| 1.  | Oh No (Extended-Version)       | 3:11  |
| 2.  | V.I.P.                         | 3:26  |
| 3.  | Days of Our Lives              | 3:28  |
| 4.  | Attenzione                     | 3:26  |
| 5.  | Put Your Hands Up              | 3:21  |
| 6.  | Never Stop (Rock-Version)      | 3:13  |
| 7.  | Where Would I Be               | 4:09  |
| 8.  | It’s Alright with Me           | 3:42  |
| 9.  | Get Me Some                    | 3:23  |
| 10. | U Can’t Stop                   | 3:17  |
| 11. | Tell Me Why                    | 3:39  |
| 12. | All of the Above               | 4:16  |
| 13. | Never Stop (Unplugged-Version) | 3:08  |

### Limited-Edition
Die Limited Edition enthielt neben der Album-CD eine DVD mit folgendem Inhalt:
| #  | Titel                              |
| -- | ---------------------------------- |
| 1. | Oh No (Video)                      |
| 2. | Never Stop (Video)                 |
| 3. | Oh No – Making Of...The Video      |
| 4. | Never Stop – Making Of...The Video |

## Diskografie

### Album
| Jahr | Titel             | Höchstplatzierung, Gesamtwochen, AuszeichnungChartplatzierungen (Jahr, Titel, Platzierungen, Wochen, Auszeichnungen, Anmerkungen) | Höchstplatzierung, Gesamtwochen, AuszeichnungChartplatzierungen (Jahr, Titel, Platzierungen, Wochen, Auszeichnungen, Anmerkungen) | Höchstplatzierung, Gesamtwochen, AuszeichnungChartplatzierungen (Jahr, Titel, Platzierungen, Wochen, Auszeichnungen, Anmerkungen) | Anmerkungen                        |
| Jahr | Titel             | DE | AT | CH | Anmerkungen                        |
| ---- | ----------------- | --- | --- | --- | ---------------------------------- |
| 2003 | Days of Our Lives | DE10 (6 Wo.)DE | AT37 (4 Wo.)AT | CH39 (5 Wo.)CH | Erstveröffentlichung: 12. Mai 2003 |

### Singles
| Jahr | Titel              | Höchstplatzierung, Gesamtwochen, AuszeichnungChartplatzierungen (Jahr, Titel, , Platzierungen, Wochen, Auszeichnungen, Anmerkungen) | Höchstplatzierung, Gesamtwochen, AuszeichnungChartplatzierungen (Jahr, Titel, , Platzierungen, Wochen, Auszeichnungen, Anmerkungen) | Höchstplatzierung, Gesamtwochen, AuszeichnungChartplatzierungen (Jahr, Titel, , Platzierungen, Wochen, Auszeichnungen, Anmerkungen) | Anmerkungen                         |
| Jahr | Titel              | DE | AT | CH | Anmerkungen                         |
| ---- | ------------------ | --- | --- | --- | ----------------------------------- |
| 2003 | Oh No / Never Stop | DE7 (9 Wo.)DE | AT24 (10 Wo.)AT | CH66 (5 Wo.)CH | Erstveröffentlichung: 7. April 2003 |
| 2003 | V.I.P.             | DE19 (9 Wo.)DE | — | — | Erstveröffentlichung: 16. Juni 2003 |

Oh No / Never Stop (16. Juni 2003)
1. Oh No (Radio Edit)
2. Oh No (Extended Version)
3. Oh No (D’Klay’s Urban Rmx 2003)
4. Oh No (The Futurehit Hell’s Kitchen Remix)
5. Never Stop

V.I.P. (7. April 2003)
1. V.I.P. (Radiocut With Rap)
2. V.I.P. (Radiocut Without Rap)
3. V.I.P. (Radio Streetmix With Rap)
4. V.I.P. (Cut II)
5. V.I.P. (Karaoke Version)
6. Days Of Our Lives (Live Track)

V.I.P. (Pock It) (7. April 2003)
1. V.I.P. (Radiocut With Rap)
2. V.I.P. (Gio’s Club Mix)

## Musikvideos
| Jahr | Titel      | Drehort    | Regisseur     | Länge |
| ---- | ---------- | ---------- | ------------- | ----- |
| 2003 | Oh No      | Mallorca   | Katja Kuhl    | 3:27  |
| 2003 | Never Stop | Leverkusen | Hinrich Pflug | 3:30  |
| 2003 | V.I.P.     | Prag       | Katja Kuhl    | 3:45  |

## Live
Nach der Veröffentlichung startete die Band eine Blitztour, bei der sie in vier Städten in kleineren Hallen die Lieder des zweiten Albums vorstellten. Die Proben fanden eine Woche zuvor in Walldorf bei Frankfurt statt. Hier musste die Band die neuen Lieder einstudieren und die Choreografien durch das Ausscheiden von Indira kurzfristig auf fünf Personen umgestellt werden. Hila Bronstein übernahm die Gesangparts von Indira. In der rund einstündigen Show wurde sie von einer Live-Band begleitet. Die Konzerte fanden im Prime Club in Köln, in der Elserhalle in München, im Grünspan in Hamburg und im Columbia Fritz in Berlin statt.
| 2003      | Blitztour |
| Dauer     | 26. Mai 2003 – 30. Mai 2003 |
| Verlauf   | Köln, München, Hamburg, Berlin |
| Songliste | Hot Temptation, Bounce, Oh No, Never Stop, Days Of Our Lives, V.I.P., Do You, I Believe, Put Your Hands Up, Where Would I Be, Attenzione |